# Alliage plutonium-gallium
L'alliage plutonium-gallium est un alliage de plutonium et de gallium utilisé dans les noyaux des armes nucléaires, le composant d'une arme nucléaire où la réaction en chaîne de fission débute. Cet alliage a été développé dans le cadre du Projet Manhattan.

## Vue d'ensemble
Le plutonium métallique possède de nombreux allotropes solides. La phase δ est la moins dense et la plus facilement usinable. Elle se forme entre 310 et 452 °C à pression ambiante (1 atmosphère) et est thermodynamiquement instable à des températures plus basses. Cependant, le plutonium peut être stabilisé en phase δ par alliage avec une petite quantité d'un autre métal. L'alliage utilisé préférentiellement contient 3,0–3,5 %mol. (0,8–1,0 %m) de gallium.
Pu–Ga a de nombreux avantages :
- stable entre −75 et 475 °C,
- très faible dilatation thermique,
- faible sensibilité à la corrosion (4 % du taux de corrosion de plutonium pur),
- bonne coulabilité ; puisque le plutonium possède la rare propriété que son état liquide est plus dense que son état solide, la tendance à former des bulles et des défauts internes est diminuée.

## Utilisation dans des armes nucléaires
La phase δ stabilisée Pu–Ga est ductile et peut être enroulée en feuilles et usinée par des méthodes conventionnelles. Elle est adaptée pour une mise en forme par pressage à chaud à environ 400 °C. Cette méthode a été utilisée pour la mise en forme des premiers noyaux d'armes nucléaires.
Des noyaux plus modernes sont produits par moulage. Des tests sous-critiques ont montré que les performances du plutonium moulé ou façonné sont les mêmes,. Étant donné que la transition ε-δ a lieu durant le refroidissement, le façonnement de Pu-Ga est beaucoup moins problématique que celui de plutonium pur.

## Production
Les alliages de plutonium peuvent être produits en ajoutant un métal au plutonium en fusion. Cependant, si le métal allié est suffisamment réducteur, le plutonium peut être ajouté sous forme d'oxydes ou d'halogénures. La phase δ plutonium–gallium et les alliages plutonium–aluminium sont produits par ajout de fluorure de plutonium(III) à du gallium ou de l'aluminium liquide, ce qui a l'avantage d'éviter de traiter directement avec le plutonium métallique hautement réactif.

## Développement
Au cours du Projet Manhattan, la quantité maximum d'atomes dilués au sein du plutonium qui n'affecte pas l'efficacité de l'explosion a été calculée à 5 %mol.. Deux éléments stabilisants ont été considérés, le silicium et l'aluminium. Cependant, seul l'aluminium a produit des alliages satisfaisant. Mais la tendance de l'aluminium à réagir avec les particules α et émettre des neutrons limite sa teneur maximale à 0,5 %mol. ; l'élément suivant l'aluminium au sein des éléments du groupe 13, le gallium, a donc été testé et a été jugé satisfaisant,.